# École de filles de Pérouges
L'école de filles de Pérouges est une ancienne école située à Pérouges, en France.

## Localisation
L'école est située dans le département français de l'Ain, sur la commune de Pérouges.

## Description
Le bâtiment abrite désormais la mairie de Pérouges.

## Historique
L'édifice est inscrit au titre des monuments historiques en 1929.